# Xylocopa californica
El chocorrón o abejorro negro (Xylocopa californica) es una especie de himenóptero apócrito de la familia Apidae.
Polinizan una variedad de plantas silvestres del Chaparral del suroeste de Norteamérica. Son los principales polinizadores de muchas orquídeas y bromelias. Viven en los huecos de los troncos sobre los que habitan dichas plantas.
Se encuentran en California, Nevada, Oregon, Utah, Arizona, y el noroeste de México.